# دون ویندزر
دون ویندزر (به انگلیسی: Devon Windsor) (زادهٔ ۷ مارس ۱۹۹۴) مدل آمریکایی است. او در سال ۲۰۱۰ با بنگاه مدلینگ آی‌ام‌جی مادلز قرارداد امضا کرده‌است.

## اوایل زندگی
ویندزر زاده و بزرگ‌شده در سنت لوئیس، میزوری آمریکاست. او یک خواهر به نام الکساندرا دارد.